# Cơ cấu tổ chức Schutzstaffel
Đội Cận vệ SS (Schutzstaffel) được thành lập vào ngày 4 tháng 4 năm 1925 như là đội cận vệ riêng cho Adolf Hitler. Từ tháng 8 năm 1934 đến tháng 5 năm 1945, đội này trở thành một tổ chức độc lập dưới sự chỉ huy trực tiếp của Hitler, trong khuôn khổ của Đảng Công nhân Đức Quốc xã (NSDAP), do Heinrich Himmler lãnh đạo từ ngày 6 tháng 1 năm 1929 với chức danh Reichsführer SS. Ban đầu, Đội Cận vệ SS chịu sự quản lý của Binh đoàn Bão táp (Sturmabteilung, SA).
Là một tổ chức bán quân sự, cấu trúc của SS dựa trên các đơn vị quân sự và tuân theo nguyên tắc lãnh đạo độc đoán (Führerprinzip) giống như tất cả các tổ chức đảng phái và nhà nước khác trong thời kỳ Quốc xã. Tuy nhiên, đến khi Đức xâm lược Ba Lan (ngày 1 tháng 9 năm 1939), 90% thành viên sáng lập đã rời khỏi SS do tuổi tác; chỉ còn 10% thành viên cũ còn lại trong SS vào năm 1945. Trong số 260.000 thành viên SS hoạt động vào năm 1939, sau khi chiến tranh bắt đầu, 170.000 người (tức 60%) đã được gọi nhập ngũ vào Wehrmacht và khoảng 36.000 người vào Đội quân Thường trực SS (SS-Verfügungstruppe). Những thành viên SS còn lại không bị ảnh hưởng bởi nghĩa vụ quân sự là những người quá tuổi hoặc theo quan điểm lúc đó được coi là đảm nhiệm các vị trí "không thể thiếu" trong chính quyền công hoặc trong lực lượng cảnh sát.

## Tổ chức
Lực lượng SS tự coi mình là một "tổ chức ưu tú" nhằm thực hiện một cách tàn nhẫn các lý thuyết chủng tộc Quốc xã và triển khai các kế hoạch bành trướng Đảng Quốc xã Đức (NSDAP). Tổ chức này chỉ dành cho những người Quốc xã được chọn lọc; không hề có bất kỳ hình thức ép buộc nào để gia nhập. Việc tuân theo các mệnh lệnh và quy định chủ yếu được thực hiện tự nguyện, vì từ khi nắm quyền vào năm 1933, việc thuộc về SS đi kèm với nhiều đặc quyền và quyền lực, và được coi là "vinh dự" trong các giới Quốc xã - theo khẩu hiệu "Danh dự của tôi là sự trung thành". Hành vi lệch lạc hiếm hoi thường bị trừng phạt bằng bạo lực, thậm chí đến mức ám sát. Mặc dù trong các đơn vị SS-Totenkopfverbände (của các trại tập trung có các nữ giám thị "SS-Gefolge", nhưng tổ chức mang tính gia trưởng này chủ yếu chỉ nhận nam giới.
Đặc trưng cho cấu trúc tổ chức của SS là nguyên tắc "kép dưới quyền". Điều này có nghĩa là một cấp dưới phải chịu sự quản lý của hai (hoặc nhiều hơn) cấp trên. Ví dụ điển hình cho nguyên tắc này là mối quan hệ quản lý của các thành viên chỉ huy trong các trại tập trung và hành quyết. Họ thường chịu sự quản lý kỷ luật từ chỉ huy trại tập trung, nhưng nhận các chỉ thị "chuyên môn" từ các phòng ban chức năng cao hơn trong Ban Thanh tra trại tập trung. Nguyên tắc kép dưới quyền này thường chỉ áp dụng cho các cấp bậc cao hơn. Các lãnh đạo SS, những người thuộc quyền quản lý của hai đơn vị quản lý SS khác nhau, thường có nhiều quyền tự do hơn do mối quan hệ quyền lực mập mờ tạo ra, nhưng đồng thời cũng phải chịu sự kiểm soát chặt chẽ hơn về "độ tin cậy chính trị" và "hiệu quả" của họ.

## Phát triển tổ chức

### Sự khởi đầu (1925–1933)
Ngay từ mùa xuân năm 1925, các cấu trúc tổ chức đầu tiên đã được thiết lập trong SS sau này, dựa trên cấu trúc hiện có của SA. Tại cuộc mít tinh Đảng Quốc xã năm 1926, đội Cận vệ (Saal-Schutz) của NSDAP, được thành lập vào đầu tháng 4 năm 1925, đã có đủ thành viên để vào ngày 9 tháng 11, được trao tặng bốn Standarten (cờ nghi trượng, tương đương với các trung đoàn khoảng 500-1000 người, gọi chung là Trung đoàn SS) đầu tiên. Cùng ngày, đội Cận vệ cũng được chính thức đổi tên thành Schutzstaffel.
Năm 1929, SS đã bao gồm 22 Trung đoàn SS. Các Trung đoàn SS này được tổ chức cả ở trung ương và địa phương. Các Trung đoàn SS dưới sự chỉ huy của SS-Oberleitung (Bộ chỉ huy cấp cao SS) quản lý tập trung; Reichsführer SS (Thống chế SS) có quyền kiểm soát trực tiếp đối với đội ngũ nhân viên của họ. Năm 1929, điều này áp dụng cho tổng cộng 12 Trung đoàn SS.
Ngoài ra, còn có các tiểu đoàn địa phương của SS:
- Hai trung đoàn của SS-Gau Berlin-Brandenburg,[2]
- Bốn trung đoàn của SS-Gau Franken,
- Ba trung đoàn của SS-Gau Niederbayern (Tư lệnh Đại khu SS của Niederbayern từ 1926-1930 là Heinrich Himmler, người từ năm 1927 cũng là Phó Thống chế SS),
- Bốn trung đoàn của SS-Gau Oberbayern (Tư lệnh Đại khu SS của Oberbayern từ 1929 đến 31 tháng 10 năm 1931 là Rudolf Hess),
- Năm trung đoàn của SS-Gau Rheinland-Süd,
- Bốn trung đoàn của SS-Gau Sachsen.

Các SS-Gau-Führer (Tư lệnh Đại khu SS) hoạt động độc lập với các Trung đoàn SS được giao cho họ và chỉ chịu sự quản lý hình thức của Bộ chỉ huy cấp cao SS cho đến cuối năm 1928. Điều này chỉ thay đổi vào tháng 1 năm 1929 khi Heinrich Himmler được bổ nhiệm làm Thống chế SS. Khi Himmler nắm quyền, tất cả các Trung đoàn SS hiện có đều được đặt dưới sự chỉ huy trung tâm của ông.

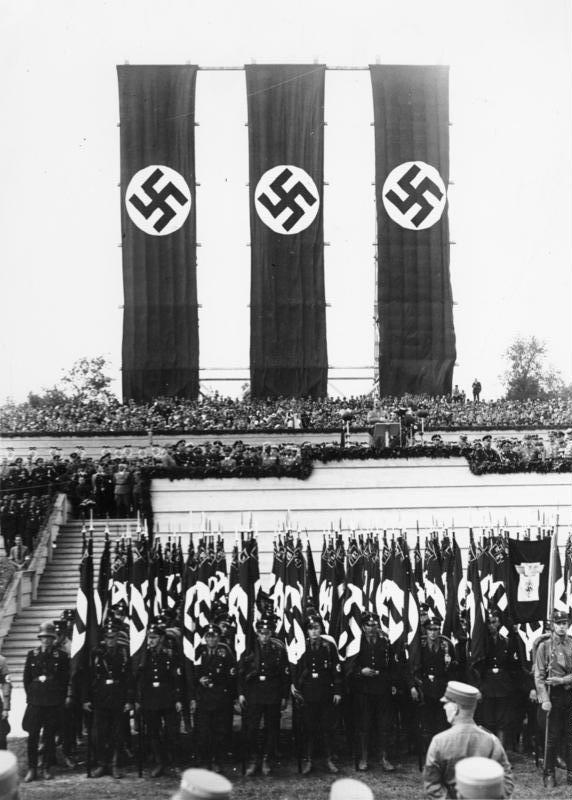
Đoàn Cận vệ SS Adolf Hitler bảo vệ Adolf Hitler tại Đại hội Đảng Quốc xã tại Nuremberg năm 1933

Himmler ngay lập tức thiết lập một trật tự mới cho SS, kéo dài đến cuối năm 1930. Do đó, ngoài SS-Oberstab (Bộ Tổng tham mưu SS) còn có ba khu vực  SS-Oberführer (Tư lệnh Cấp cao SS) :
- Khu vực "Đông" (SS-Brigaden Berlin-Brandenburg, Đông Phổ và Silesia với tổng cộng 8 Trung đoàn SS),
- Khu vực "Tây" (SS-Brigaden Hessen-Nassau, Rheinland-Nord, Rheinland-Süd, Südhannover-Braunschweig và Thüringen với tổng cộng 16 Trung đoàn SS),
- Khu vực "Nam" (SS-Brigaden Baden, Württemberg, Franken, Niederbayern, Oberbayern-Süd và Áo với tổng cộng 7 Trung đoàn SS).

Năm 1931, Schutzstaffel không chỉ mở rộng ra tất cả các khu vực mà còn thiết lập một cấu trúc mới tồn tại đến khi nắm quyền vào năm 1933, còn được gọi là Reichsleitung SS (Ban lãnh đạo tối cao của SS):
- SS-Oberstab (Bộ Tổng tham mưu SS):
  - SS-Amt (Văn phòng SS)
  - SS-Zentralkanzlei (Văn phòng Trung ương SS)
  - SS-Personalabteilung (Cục Tổ chức SS)
  - SS-Verwaltungsabteilung (Cục Quản trị SS)
  - SS-Sanitätsabteilung (Cục Y tế SS)
  - SS-Führungsstab (1932) (Bộ Tham mưu Lãnh đạo SS)
  - SS-Verbindungsdienst (1933) (Cơ quan Dịch vụ Liên lạc SS)
  - SS-Sicherheitsdienst (1931) (Cơ quan Dịch vụ An ninh SS)
  - SS-Rasseamt (Văn phòng Chủng tộc SS)

Từ năm 1930, hệ thống quản lý nội bộ của SS được tổ chức lại hoàn toàn. Một trật tự mới được thiết lập gần giống với SA. Hơn nữa, các cấp bậc của SA được hoàn toàn tiếp nhận và đồng phục riêng được giới thiệu. SS bắt đầu mặc toàn bộ trang phục màu đen, qua đó cũng tự phân biệt với SA về mặt hình thức. Himmler muốn cho lãnh đạo cấp cao của SA thấy rằng ông không còn coi mình là cấp dưới của họ, mà là đối tác bình đẳng.
Vào tháng 3 năm 1933, tại Berlin, 120 người SS được chọn lọc dưới sự lãnh đạo của Sepp Dietrich được trang bị vũ khí. Những người này tiếp quản nhiệm vụ canh gác bên trong Reichskanzlei (Phủ Thủ tướng Đế chế), trong khi bên ngoài vẫn có các lính gác của Reichswehr. 120 người này – nhiều người trong số họ đã từng thuộc nhóm Stoßtrupp Adolf Hitler (Đội xung kích Adolf Hitler) từ năm 1923 – ban đầu được gọi là SS-Stabswache Berlin (Đội cận vệ tham mưu SS Berlin), nhưng không lâu sau đó được biết đến với tên gọi Leibstandarte SS Adolf Hitler (Đoàn Cận vệ SS Adolf Hitler).
Các đơn vị SS khác cũng được tổ chức lại từ Đội cận vệ tham mưu thành các SS-Sonderkommandos (Đội đặc nhiệm SS) và sau đó thành Politischen Bereitschaften (Đơn vị Sẵn sàng Chính trị) và cũng được trang bị vũ khí. Vì mục đích này, họ nhận được cấp bậc của cảnh sát hỗ trợ chính thức.

### Tái cấu trúc sau năm 1934
Tháng 9 năm 1934, Hitler đã gộp Đoàn Cận vệ SS Adolf Hitler và các Đơn vị Sẵn sàng Chính trị thành SS-Verfügungstruppe (Đội quân Thường trực SS). Đây là một đơn vị đặc biệt của SS, luôn trong trạng thái sẵn sàng chiến đấu và được huấn luyện theo tiêu chuẩn nghiêm ngặt của Wehrmacht (quân đội Đức).

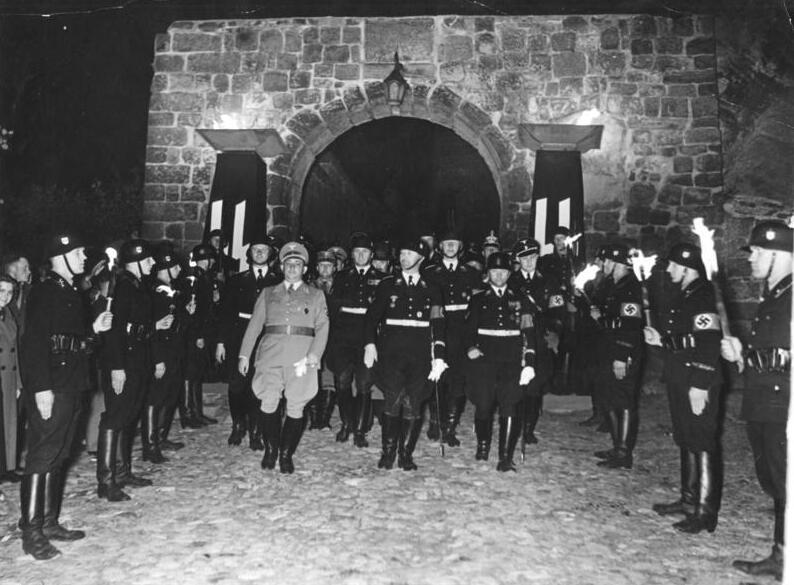
Thống chế SS Heinrich Himmler chủ trì buổi lễ SS nhân ngày mất của Heinrich I tại Quedlinburg, tháng 7 năm 1938

Từ mùa thu năm 1934, Schutzstaffel chính thức đổi tên thành Allgemeine SS (SS Phổ thông, còn gọi là "Schwarze SS" hoặc "Heimat-SS") để phân biệt với các "đơn vị con" vũ trang như Đội quân Thường trực SS (SS-VT) và các đơn vị SS-Totenkopfverbände (Đội quân Đầu lâu SS, SS-TV).
SS Phổ thông vẫn duy trì là một tổ chức theo luật hội đoàn, thành viên chủ yếu là người lao động chỉ phục vụ SS tự nguyện và không được trả lương sau giờ làm việc. Tuy nhiên, các thành viên không vũ trang này vẫn được đào tạo quân sự thường xuyên. Các buổi đào tạo được thực hiện bởi thành viên của các đơn vị SS-Totenkopfstandarten (Trung đoàn Đầu lâu SS) tại các trại tập trung Dachau, Sachsenhausen và Buchenwald. Tại đây cũng diễn ra các khóa học "chính trị và chủng tộc" trong khuôn khổ dịch vụ của SS.
Việc tài trợ cho SS Phổ thông, với yêu cầu tài chính cao không thể chỉ dựa vào đóng góp của thành viên, thuộc về các hội tư nhân như "Freundeskreis Reichsführer SS" (Những người bạn Thống chế SS) và "Organisation der Fördernden Mitglieder der SS" (Tổ chức Các Thành viên Bảo trợ SS). Thông qua việc xây dựng các trại tập trung và khai thác tù nhân tại đó, SS đã nhanh chóng xây dựng một đế chế kinh tế sinh lợi. Khởi đầu là lợi nhuận từ các xưởng thủ công tại trại tập trung Dachau, sau đó là từ các tài sản bị tịch thu, trộm cắp các tác phẩm nghệ thuật và tiền mặt.

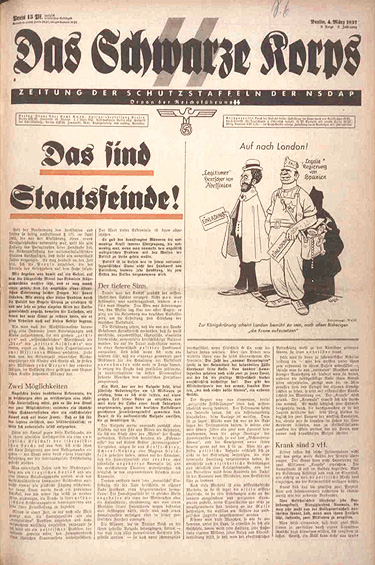
Báo "Quân đoàn đen" năm 1937

Năm 1934, các trường SS-Junkerschulen (Trường Sĩ quan SS) được thành lập dưới sự chỉ đạo của Đại tá SS Paul Hausser, để đào tạo sĩ quan cho Đội quân Thường trực SS theo tiêu chuẩn của Wehrmacht.
Từ năm 1935 đến đầu năm 1945, tờ báo chống Do Thái SS "Das Schwarze Korps" (Quân đoàn đen) do Gunter d’Alquen lãnh đạo và xuất bản hàng tuần, trở thành tờ báo có số lượng phát hành lớn nhất sau tờ "Das Reich" (Đế chế) do Joseph Goebbels phát hành.

### SS và Cảnh sát
Năm 1933, Himmler bắt đầu mở rộng quyền lực của mình. Ngay sau khi Đảng Quốc xã lên nắm quyền, ông được bổ nhiệm làm lãnh đạo Cảnh sát Chính trị Bavaria (Bayerische Politische Polizei, BPP). Việc tổ chức lại BPP ở Bavaria trở thành mô hình cho sự hợp tác của SS, Sicherheitsdienst (SD, Cục An ninh) và Kriminalpolizei (Cảnh sát Hình sự) trên toàn nước Đức.
Năm 1934, các Cảnh sát Chính trị của Đức được Hermann Göring hợp nhất thành Gestapo, và sau đó Himmler được bổ nhiệm làm lãnh đạo của tổ chức này.
Ngày 17 tháng 6 năm 1936, Himmler được giao quyền kiểm soát toàn bộ lực lượng cảnh sát Đức. Ông thực hiện chức năng này cùng với chức vụ là Thống chế SS, được gọi tắt là RFSSuChdDt.Pol. Theo sắc lệnh của Bộ Nội vụ Đức ngày 17 tháng 6 năm 1936, Himmler được quyền kiểm soát toàn bộ cảnh sát và chịu trách nhiệm trực tiếp dưới quyền Bộ trưởng Nội vụ.
Ngày 26 tháng 6 năm 1936, Himmler tổ chức lại lực lượng cảnh sát nhà nước thành hai cơ quan chính trong Bộ Nội vụ. Cảnh sát chính trị được hợp nhất vào cơ quan Hauptamt Sicherheitspolizei (Tổng cục Cảnh sát An ninh), bao gồm Gestapo và Cảnh sát Hình sự, do Thượng tướng SS Reinhard Heydrich lãnh đạo. Nếu một nhân viên Gestapo hoặc Cảnh sát Hình sự là thành viên SS hoặc nộp đơn xin gia nhập, họ sẽ tự động được chuyển vào SD và mặc đồng phục SS. Hai cơ quan này (Tổng cục Cảnh sát An ninh và SD) được hợp nhất vào Reichssicherheitshauptamt (Văn phòng An ninh Trung ương, RSHA) vào năm 1939. Cảnh sát đồng phục bao gồm: Schutzpolizei (Cảnh sát bảo vệ), Gendarmerie (Hiến binh), Gemeindepolizei (Cảnh sát cộng đồng) được hợp nhất vào Hauptamt Ordnungspolizei (Tổng cục Cảnh sát Trật tự), do Kurt Daluege lãnh đạo.
Himmler có kế hoạch lâu dài để "hợp nhất" SS với cảnh sát. Trong lĩnh vực cảnh sát an ninh, kế hoạch này gần như được thực hiện hoàn toàn (RSHA), trong khi cảnh sát trật tự vẫn thuộc Bộ Nội vụ. Chỉ những vị trí lãnh đạo trong toàn bộ lĩnh vực cảnh sát mới được giữ hoặc bổ nhiệm nếu họ cũng là thành viên SS.
Năm 1943, Himmler trở thành Bộ trưởng Nội vụ Đế chế, cũng như Đặc ủy Toàn quyền cho Quản lý Đế chế. Ông tiếp tục giữ chức vụ Thống chế SS và Tổng Tư lệnh Cảnh sát Đức mà không cần thêm chức danh "trong Bộ Nội vụ".

### Tái cấu trúc sau năm 1941
Năm 1941 đến năm 1942, các Trung đoàn Đầu lâu SS chính thức bị giải thể và thành viên của họ được chuyển hẳn sang Waffen-SS (SS vũ trang, đặc biệt là Sư đoàn Đầu lâu SS). Những người phục vụ trong các trại tập trung nhận lương không còn từ ngân sách cảnh sát mà từ quân đội Waffen-SS, và mặc đồng phục của SS-Totenkopf-Division (Sư đoàn Đầu lâu SS). Tuy nhiên, họ không được phép sử dụng bất kỳ loại dải tay nào, bao gồm cả dải tay của Sư đoàn Đầu lâu SS và dải tay truyền thống (các dòng chữ "Oberbayern", "Brandenburg" và "Thüringen").

## Danh sách thâm niên SS
Giữa tháng 8 năm 1934 và tháng 11 năm 1944, theo lệnh của Ban Nhân sự SS và sau này là Tổng cục Nhân sự SS, các danh sách thâm niên SS, hay còn gọi là "SS-Dienstalterslisten" (SS-DAL), được công bố. Đây là danh sách các lãnh đạo SS đang hoạt động. Từ năm 1936, các sĩ quan cảnh sát cũng được liệt kê khi cấp bậc của họ tương đương với một cấp bậc SS.
Vào mùa hè năm 1944, một bản danh sách thâm niên duy nhất của Waffen-SS được phát hành, và vào tháng 11 năm 1944, phần đầu tiên danh sách thâm niên năm 1945 được công bố, tuy nhiên vào ngày 30 tháng 1 năm 1945 chỉ có một bản chỉnh sửa cho danh sách này xuất hiện. Brün Meyer đã tái bản danh sách thâm niên của Waffen-SS từ cấp bậc SS-Obergruppenführer (Thượng tướng SS) đến SS-Hauptsturmführer (Đại úy SS), tính đến ngày 1 tháng 7 năm 1944, tại Osnabrück (Biblio Verlag), năm 1987, với phụ lục 1 – 2, hình ảnh minh họa, và 274 trang kèm theo hình ảnh các tướng lĩnh của Waffen-SS.

## Các Tổng cục của SS (1938–1941)
Vào năm 1938, ba Tổng cục dưới quyền của Thống chế SS bao gồm:
- SS-Hauptamt: Tổng cục hành chính, cơ quan chỉ huy cao nhất của ba cơ cấu SS.
- Hauptamt Sicherheitsdienst: Tổng cục An ninh, là cơ quan giám sát chính trị.
- Rasse- und Siedlungshauptamt: Tổng cục Chủng tộc và Định cư, chịu trách nhiệm giáo dục tư tưởng và thực hiện tư tưởng "Máu và Đất".

Đến năm 1943, SS được quản lý bởi mười hai Tổng cục SS.

## Nhân sự lãnh đạo
Đối với những ứng viên nộp đơn xin làm sĩ quan, bắt buộc phải xuất trình chứng chỉ Aryan lớn, tức là phải chứng minh dòng dõi thuần chủng từ năm 1750. SS được tổ chức theo cấu trúc quân sự:

### Thống chế SS
Đứng đầu SS là Reichsführer SS (Thống chế SS). Chức danh này được chính thức giới thiệu vào năm 1926 dựa trên chức danh Reichs-SA-Führer (Tư lệnh SA Đế chế) và dùng để chỉ người chỉ huy tối cao chính thức của SS. Trong thời gian từ 1925 đến 1926, chức danh của chỉ huy cao nhất của SS là Oberleiter SS (Tư lệnh Cấp cao SS).

### Đại tướng SS
SS-Oberst-Gruppenführer (Đại tướng SS) là cấp bậc dưới quyền Thống chế SS. Còn có nghĩa là Tư lệnh Tập đoàn quân cấp cao SS.
| Tên                 | Chức vụ                                                                                  | Số hiệu SS | Ngày gia nhập SS     | Số hiệu Đảng Quốc xã |
| ------------------- | ---------------------------------------------------------------------------------------- | ---------- | -------------------- | -------------------- |
| Kurt Daluege        | Tổng cục trưởng Tổng cục Cảnh sát Trật tự và Phó Thống sứ Vùng bảo hộ Bohemia và Moravia | 1.119      | 25 tháng 7 năm 1930  | 31.981               |
| Josef Dietrich      | Tư lệnh Tập đoàn quân Thiết giáp SS số 6, Tư lệnh Đoàn Cận vệ SS Adolf Hitler.           | 1.177      | 5 tháng 5 năm 1928   | 89.015               |
| Paul Hausser        | Tư lệnh Quân đoàn thiết giáp SS số 2 và Cụm tập đoàn quân G                              | 239.795    | 15 tháng 11 năm 1934 | 4.158.779            |
| Franz Xaver Schwarz | Thủ quỹ Đảng Quốc xã Đức                                                                 | 38.500     | 16 tháng 9 năm 1931  | 6                    |

## Tổng quan về thứ bậc
SS đã có một thứ tự cấp bậc theo mô hình quân sự, được thể hiện qua các cấp bậc tương ứng. Trong đó, các danh xưng cấp bậc và biểu trưng cấp bậc phần lớn được tiếp thu từ SA. Tương tự như trong hệ thống cấp bậc quân sự, ba nhóm cấp bậc đã được phân biệt. Các SS-Mannschaften (binh sĩ SS) tương ứng với binh sĩ của Wehrmacht (quân đội Đức Quốc xã), các SS-Unterführer (hạ sĩ quan SS) tương ứng với hạ sĩ quan, và các SS-Führer (sĩ quan SS) tương ứng với các sĩ quan.

### Cấp bậc của SS so với SA và Quân đội
Bảng sau đây trình bày thứ tự cấp bậc của SA và SS theo thứ tự tăng dần tính đến ngày 7 tháng 4 năm 1942. Các cấp bậc Wehrmacht tương ứng cũng được liệt kê.
| Sturmabteilung SA                                                          | Schutzstaffel | Schutzstaffel                                                                                 | Ghi chú      | Lực lượng Quốc Phòng                                                                     | Ghi chú     |
| Sturmabteilung SA                                                          | SS Phổ thống | SS Vũ trang (Waffen-SS)                                                                       | Ghi chú      | Lực lượng Quốc Phòng                                                                     | Ghi chú     |
| -------------------------------------------------------------------------- | --- | --------------------------------------------------------------------------------------------- | ------------ | ---------------------------------------------------------------------------------------- | ----------- |
| SA-Anwärter (Tân binh SA)                                                  | - SS-Bewerber (Tân binh dự khuyết SS) (Staffel-Bewerber) - SS-Jungmann (Tân binh SS bậc II) (Staffel-Jungmann) - SS-Anwärter (Tân binh SS bậc I) (Staffel-Anwärter) - SS-Vollanwärter (Tân binh SS chính thức) (Staffel-Vollanwärter) | Freiwilligenbewerber der Waffen-SS (Tân binh SS Vũ trang)                                     |              | Đăng ký nhập ngũ hoặc tình nguyện viên với chức vụ quân nhân tạm thời hoặc chuyên nghiệp |             |
| SA-Sturmmann (Bình nhì SA) (SA-Mann trước năm 1942)                        | SS-Mann (Bình nhì SS) | SS-Schütze (Bình nhì SS bậc II)                                                               |              | Soldat (Bình nhì)                                                                        |             |
| SA-Sturmmann (Bình nhì SA) (SA-Mann trước năm 1942)                        | SS-Mann (Bình nhì SS) | SS-Oberschütze (Bình nhì SS bậc I)                                                            |              | Obersoldat (Binh nhất)                                                                   |             |
| SA-Obersturmmann (Binh nhất SA) (SA-Sturmmann từ năm 1942)                 | SS-Sturmmann (Binh nhất) | SS-Sturmmann (Binh nhất)                                                                      |              | Gefreiter (Hạ sĩ bậc II)                                                                 |             |
| SA-Rottenführer (Hạ sĩ SA)                                                 | SS-Rottenführer (Hạ sĩ bậc II) | SS-Rottenführer (Hạ sĩ bậc II)                                                                |              | - Obergefreiter (Hạ sĩ) (Lục quân/Không quân) - Hauptgefreiter (Hạ sĩ) (Chỉ Không quân)  |             |
| -----                                                                      | ----- | -----                                                                                         |              | Stabsgefreiter (Hạ sĩ hành chính)                                                        | H/Lw        |
|                                                                            | |                                                                                               |              |                                                                                          |             |
| SA-Scharführer (Hạ sĩ SA)                                                  | SS-Unterscharführer (Hạ sĩ SS) | SS-Unterscharführer (Hạ sĩ SS) SS-Junker FA (Hạ sĩ SS)                                        |              | - Unteroffizier (Hạ sĩ) - Fahnenjunker-Unteroffizier OA (Hạ sĩ quan dự bị)               |             |
| SA-Oberscharführer (Trung sĩ SA)                                           | SS-Scharführer (Trung sĩ SS) | SS-Scharführer SS-Oberjunker FA (Trung sĩ SS)                                                 |              | - Unterfeldwebel (Trung sĩ) - Fahnenjunker-Unterfeldwebel OA                             |             |
| SA-Truppführer (Thượng sĩ SA)                                              | SS-Oberscharführer (Thượng sĩ SS) | SS-Oberscharführer (Thượng sĩ SS) SS-Standartenjunker FA                                      |              | - Feldwebel (Thượng sĩ) - Fahnenjunker-Feldwebel OA                                      |             |
| SA-Obertruppführer (Thượng sĩ nhất SA)                                     | SS-Hauptscharführer (Thượng sĩ nhất SS) | - SS-Hauptscharführer (Thượng sĩ nhất SS) - SS-Standartenoberjunker                           |              | - Oberfeldwebel (Thượng sĩ nhất) - Fahnenjunker-Oberfeldwebel                            |             |
| -----                                                                      | ----- | SS-Stabsscharführer (Chuẩn úy bậc II)                                                         |              | Hauptfeldwebel (Chuẩn úy bậc II)                                                         |             |
| SA-Haupttruppführer (Chuẩn úy SA)                                          | SS-Sturmscharführer (Chuẩn úy SS) | SS-Sturmscharführer (Chuẩn úy SS)                                                             | Từ năm 1938  | - Stabsfeldwebel (Chuẩn úy) - Fahnenjunker-Stabsfeldwebel (OA) - Stabswachtmeister       |             |
|                                                                            | |                                                                                               |              |                                                                                          |             |
| SA-Sturmführer (Thiếu úy SA)                                               | SS-Untersturmführer (Thiếu úy SS) (tới năm 1935 SS-Sturmführer) | SS-Untersturmführer (Thiếu úy SS) (tới năm 1935 SS-Sturmführer)                               | từ năm 1935  | Leutnant (Thiếu úy)                                                                      |             |
| SA-Obersturmführer (Trung úy SA)                                           | SS-Obersturmführer (Trung úy SS) | SS-Obersturmführer (Trung úy SS)                                                              | từ năm 1933  | Oberleutnant (Trung úy)                                                                  |             |
| SA-Hauptsturmführer (Đại úy SA) (trước năm 1939/40 là SA-Sturmhauptführer) | SS-Hauptsturmführer (Đại úy SS) (từ năm 1935 là SS-Sturmhauptführer) | SS-Hauptsturmführer (Đại úy SS) (từ năm 1935 là SS-Sturmhauptführer)                          | đến năm 1935 | - Hauptmann (Đại úy) - Rittmeister (Đại úy)                                              |             |
| SA-Sturmbannführer (Thiếu tá SA)                                           | SS-Sturmbannführer (Thiếu tá SS) | SS-Sturmbannführer (Thiếu tá SS)                                                              |              | Major (Thiếu tá)                                                                         |             |
| SA-Obersturmbannführer (Trung tá SA)                                       | SS-Obersturmbannführer (Trung tá SS) | SS-Obersturmbannführer (Trung tá SS)                                                          | từ năm 1933  | Oberstleutnant (Trung tá)                                                                |             |
| SA-Standartenführer (Thượng tá SS)                                         | SS-Standartenführer (Thượng tá SS) | SS-Standartenführer (Thượng tá SS)                                                            |              | Oberst (Đại tá)                                                                          |             |
| SA-Oberführer (Đại tá SA)                                                  | SS-Oberführer (Đại tá SS) | SS-Oberführer (Đại tá SS)                                                                     |              | Oberst (Đại tá)                                                                          |             |
|                                                                            | |                                                                                               |              |                                                                                          |             |
| SA-Brigadeführer (Thiếu tướng SA)                                          | SS-Brigadeführer (Thiếu tướng SS) | SS-Brigadeführer (Thiếu tướng SS) và Generalmajor der Waffen-SS (Thiếu tướng SS Vũ trang)     | từ năm 1933  | Generalmajor (Thiếu tướng)                                                               |             |
| SA-Gruppenführer (Trung tướng SA)                                          | SS-Gruppenführer (Trung tướng SS) | SS-Gruppenführer (Trung tướng SS) và Generalleutnant der Waffen-SS (Trung tướng SS Vũ trang)  |              | Generalleutnant (Trung tướng)                                                            |             |
| SA-Obergruppenführer (Thượng tướng SA)                                     | SS-Obergruppenführer (Thượng tướng SS) | SS-Obergruppenführer (Thượng tướng SS) và General der Waffen-SS (Thượng tướng SS Vũ trang)    |              | General der Waffengattung (Thượng tướng Binh chủng)                                      |             |
| -----                                                                      | SS-Oberst-Gruppenführer (Đại tướng SS) | SS-Oberst-Gruppenführer (Đại tướng SS) và Generaloberst der Waffen-SS (Đại tướng SS Vũ trang) | từ năm 1942  | Generaloberst (Đại tướng)                                                                |             |
| SA-Stabschef (Thống chế SA)                                                | Reichsführer SS (Thống chế SS) | Reichsführer SS (Thống chế SS)                                                                |              | Generalfeldmarschall (Thống chế)                                                         |             |
| -----                                                                      | ----- | -----                                                                                         |              | Reichsmarschall (Thống chế Đế chế)                                                       | từ năm 1940 |

- 1931: Tạo ra các cấp bậc Sturmhauptführer cho SA và SS như tương đương với Hauptmann của Wehrmacht. Năm 1935 đổi tên thành SS-Hauptsturmführer và năm 1939/40 thành SA-Hauptsturmführer.
- 1933: Tạo ra các cấp bậc mới SS-Obersturmführer, SS-Obersturmbannführer và SS-Brigadeführer.
- 1934: Vì những công lao đặc biệt cho các lợi ích của SS và cuộc sống công cộng, Himmler đã giới thiệu các cấp bậc đặc biệt của SS-Ehren- và Rangführer.
- 1935: Đổi tên SS-Sturmführer thành SS-Untersturmführer. SA vẫn giữ tên SA-Sturmführer là cấp bậc sĩ quan thấp nhất, tương đương với Leutnant.
- 1938: Tạo ra các cấp bậc SA-Haupttruppführer và SS-Sturmscharführer.
- 1940: Các tên gọi chủ yếu cho ứng viên tình nguyện của SS thông thường là Staffel-Bewerber và Staffel-Anwärter đã phần lớn bị bỏ. Đối với Waffen-SS, các cấp bậc SS-Schütze và SS-Oberschütze được quy định là cấp bậc thấp nhất của binh sĩ. Tên gọi SS-Mann vẫn được giữ lại và có thể chỉ chung một thành viên của SS, nhưng cũng có thể là cấp bậc của binh sĩ trong SS thông thường.
- Ngày 7 tháng 4 năm 1942: Lệnh cá nhân của Adolf Hitler tạo ra cấp bậc tướng mới SS-Oberst-Gruppenführer.

## Cấu trúc SS

### Phân chia SS thành các nhóm tuổi
SS từ năm 1935 đã được phân chia theo nhóm tuổi:
- SSI hoạt động (18–25 tuổi)
- SSII hoạt động (25–35 tuổi)
- SS dự bị (35–45 tuổi)
- Bộ phận gốc SS (trên 45 tuổi)
Các thành viên SS Phổ thông, những người đang thực hiện nghĩa vụ trong Reichsarbeitsdienst (Cơ quan Lao động Đế chế) hoặc trong Wehrmacht, được chính thức ghi vào danh sách thành viên và trong thời gian này, tư cách thành viên của họ tạm dừng.

#### SSI hoạt động
Sau thời gian thử việc trong các đơn vị tuyển dụng, các SS-Bewerber (Tân binh dự khuyết) sau thời gian thử thách ba tháng được chuyển sang các đơn vị SS-Stürme, nơi họ thực hiện nhiệm vụ từ khi đủ 18 đến 25 tuổi.

#### SSII hoạt động
Khi đủ 25 tuổi, các thành viên SS được chuyển sang SSII hoạt động, nơi họ ở lại cho đến khi đủ 35 tuổi. Sau đó, họ được chuyển sang SS dự bị.

### Các đơn vị SS
SS Phổ thống vào tháng 11 năm 1944 bao gồm 23 đơn vị quản lý, được gọi là Oberabschnitte (Khu vực chỉ huy cấp cao). Các Khu vực chỉ huy cấp cao được chia thành 45 Abschnitte (Khu vực cấp cao), trong đó có các Trung đoàn SS Phổ thông. Các Trung đoàn SS được chia thành 127 Fußstandarten (Trung đoàn bộ binh) và 22 Reiterstandarten  (Trung đoàn kỵ binh). Các Trung đoàn SS được chia thành Sturmbanne, Stürme, Trupps, Scharen và Rotten (tương ứng Tiểu đoàn, Đại đội, Trung đội, Tiểu đội, Đội). Thêm vào đó, vào tháng 11 năm 1944, các Khu vực chỉ huy cấp cao còn quản lý 17 Nachrichtenstürme (Đại đội Tình báo), 15 Pionierstürme (Đại đội Tiên phong) và 18 Kraftfahrstürme (Đại đội Cơ giới).
Ngoài ra, các đơn vị vũ trang đặc biệt của SS, Đội quân Thường trực SS và Đội quân Đầu lâu SS, cũng được tổ chức trong các Trung đoàn khác nhau.

#### Khu vực chỉ huy cấp cao
Khu vực chỉ huy cấp cao bao gồm nhiều Khu vực cấp cao và thường do một Trung tướng hoặc Thượng tướng SS chỉ huy. Một tên gọi thay thế không chính thức cũng là Obergruppe (khu vực chỉ huy), mà SS không có vào năm 1933 và tồn tại trong SA từ năm 1933 đến 1934 với cấp bậc Thượng tướng.
Khu vực chỉ huy cấp cao tương đương với một sư đoàn quân đội. Sau một cuộc tái tổ chức trong Chiến tranh Thế giới thứ hai, 23 Khu vực chỉ huy cấp cao của SS được điều chỉnh phù hợp theo địa giới của Wehrkreise (Quân khu) Đức.
| STT | Khu vực chỉ huy cấp cao | Tổng hành dinh | Quân khu | STT | Khu vực chỉ huy cấp cao | Tổng hành dinh | Quân khu                  |
| --- | ----------------------- | -------------- | -------- | --- | ----------------------- | -------------- | ------------------------- |
| 1   | Nordost                 | Königsberg     | I        | 13  | Main                    | Nürnberg       | XIII                      |
| 2   | Ostsee                  | Szczecin       | II       | 14  | Donau                   | Wien           | XVII                      |
| 3   | Spree                   | Berlin         | III      | 15  | Nordwest                | Den Haag       | XV                        |
| 4   | Elbe                    | Dresden        | IV       | 16  | Alpenland               | Salzburg       | XVIII                     |
| 5   | Südwest                 | Stuttgart      | V        | 17  | Weichsel                | Danzig         | XX                        |
| 6   | West                    | Düsseldorf     | VI       | 18  | Warthe                  | Posen          | XXI                       |
| 7   | Süd                     | München        | VII      | 19  | Nord                    | Oslo           |                           |
| 8   | Südost                  | Breslau        | VIII     | 20  | Ost                     | Krakau         | Chính phủ Tổng toàn quyền |
| 9   | Fulda-Werra             | Arolsen        | IX       | 21  | Bohemia và Moravia      | Prag           | Bảo hộ Bohemia và Moravia |
| 10  | Nordsee                 | Hamburg        | X        | 22  | Ostland                 | Riga           |                           |
| 11  | Mitte                   | Braunschweig   | XI       | 23  | Ukraine                 | Kiev           |                           |
| 12  | Rhein-Westmark          | Wiesbaden      | XII      |     |                         |                |                           |

#### Khu vực cấp cao
Khu vực cấp cao bao gồm nhiều Trung đoàn SS và thường chịu sự chỉ huy của một Thiếu tướng SS hoặc một Đại tá SS. Nó cũng được gọi không chính thức là Untergruppe. Nó tương đương với một lữ đoàn của quân đội".

Hiệu kỳ Trung đoàn SS số 34 "Thượng Bavaria"

| Khu vực cấp cao | Khu vực chỉ huy cấp cao | Tổng hành dinh   | Khu vực cấp cao | Khu vực chỉ huy cấp cao | Tổng hành dinh   |
| --------------- | ----------------------- | ---------------- | --------------- | ----------------------- | ---------------- |
| I               | Süd                     | München          | XXV             | West                    | Dortmund         |
| II              | Elbe                    | Dresden          | XXVI            | Weichsel                | Zoppot           |
| III             | Spree                   | Berlin           | XXVII           | Fulda-Werra             | Weimar           |
| IV              | Mitte                   | Hannover         | XXVIII          | Main                    | Bayreuth         |
| V               | West                    | Duisburg         | XXIX            | Südwest                 | Konstanz         |
| VI              | Südost                  | Breslau          | XXX             | Rhein-Westmark          | Frankfurt (Main) |
| VII             | Nordost                 | Königsberg       | XXXI            | Donau                   | Wien             |
| VIII            | Donau                   | Linz             | XXXII           | Süd                     | Augsburg         |
| IX              | Main                    | Würzburg         | XXXIII          | Ostsee                  | Schwerin         |
| X               | Südwest                 | Stuttgart        | XXXIV           | Rhein-Westmark          | Saarbrücken      |
| XI              | Rhein-Westmark          | Koblenz          | XXXV            | Alpenland               | Graz             |
| XII             | Spree                   | Frankfurt (Oder) | XXXVI           | Alpenland               | Salzburg         |
| XIII            | Ostsee                  | Stettin          | XXXVII          | Böhmen-Mähren           | Reichenberg      |
| XIV             | Nordsee                 | Oldenburg        | XXXVIII         | Böhmen-Mähren           | Karlsbad         |
| XV              | Nordsee                 | Hamburg-Altona   | XXXIX           | Böhmen-Mähren           | Brünn            |
| XVI             | Mitte                   | Dessau           | XXXX            | Weichsel                | Bromberg         |
| XVII            | West                    | Münster          | XXXXI           | Weichsel                | Thorn            |
| XVIII           | lbe                     | Halle (Saale)    | XXXXII          | Warthe                  | Gnesen           |
| XIX             | Südwest                 | Karlsruhe        | XXXXIII         | Warthe                  | Litzmannstadt    |
| XX              | Nordsee                 | Kiel             | XXXXIV          | Nordost                 | Gumbinnen        |
| XXI             | Südost                  | Hirschberg       | XXXXV           | Südwest                 | Straßburg        |
| XXII            | Nordost                 | Allenstein       |                 |                         |                  |
| XXIII           | Spree                   | Berlin           |                 |                         |                  |
| XXIV            | Südost                  | Oppeln           |                 |                         |                  |

#### Trung đoàn SS
Các Trung đoàn SS trực thuộc Khu vực chỉ huy cấp cao. Thường thì một Thượng tá SS đứng đầu một Trung đoàn SS, bao gồm 3–4 Tiểu đoàn và có quân số thường từ 1000 đến 3000 người. Một Trung đoàn SS tương đương với một Trung đoàn trong quân đội. Các Tiểu đoàn I–III được hình thành từ các đơn vị hoạt động, còn Tiểu đoàn IV được coi là lực lượng dự bị.
Tất cả các đơn vị SS – như SS Phổ thông và SS Vũ trang dưới quyền, cũng như Đội quân Thường trực SS và Đội quân Đầu lâu SS – đều được tổ chức thành Trung đoàn. Trong Đội quân Thường trực SS, tên gọi các đơn vị được thay thế bằng tên quân sự tương đương với quân đội từ năm 1935 trở đi, điều này khiến Himmler không hài long.
Đến cuối chiến tranh (1945), về hình thức, có 127 Trung đoàn bộ binh của SS Phổ thông, tuy nhiên hầu hết trong số đó chỉ tồn tại trên giấy tờ và không đạt được quân số quy định do Thống chế Himmler đặt ra.

#### SS dự bị
Các thành viên SS Phổ thông đang hoạt động sẽ được chuyển vào các đơn vị Đại đội dự bị SS từ năm 35 tuổi, thuộc các Trung đoàn SS tương ứng và hình thành Tiểu đoàn IV (và trong các đơn vị lớn hơn là Tiểu đoàn V). Họ sẽ ở lại đó cho đến khi đủ 45 tuổi. Sau đó, các thành viên của SS dự bị có thể quyết định xem họ có được "giải ngũ danh dự khỏi dịch vụ trong SS" hay không, hoặc họ có thể nộp đơn để chuyển vào một Stammabteilung (tiểu đoàn gốc).

#### Stammabteilungen và Stammbezirke
Mỗi Khu vực chỉ huy cấp cao đều có một tiểu đoàn gốc, nơi các thành viên SS trên 45 tuổi có thể chuyển đến theo yêu cầu cá nhân. Đơn vị tương ứng trong các Khu vực cấp cao là SS-Stammbezirk (khu vực gốc). Cả Stammabteilung và Stammbezirk thường được gọi chung là "Stamm-SS" trong ngôn ngữ thông thường..
Trong Thế chiến II, các Tiểu đoàn gốc phục vụ như lực lượng bổ sung nhân sự tại các trại tập trung, sau khi các lính gác đủ khả năng chiến đấu được chuyển sang SS Vũ trang.

#### Trung đoàn kỵ binh
SS cũng bao gồm các đơn vị kỵ binh, được gọi chung là "Reiter-SS", dưới sự chỉ huy của Christian Weber.

#### Trung đoàn SS thuộc Đội quân Thường trực SS và Đội quân Đầu lâu SS
Đối với các Trung đoàn SS thuộc Đội quân Thường trực SS và Đội quân Đầu lâu SS, áp dụng cùng cấu trúc tổ chức như các Trung đoàn SS Phổ thông.

##### Trung đoàn SS thuộc Đội quân Thường trực
Các Trung đoàn SS thuộc Đội quân Thường trực được hình thành vào mùa thu năm 1934, khi các đơn vị chính trị "München" (Ellwangen) và "Württemberg" (Jagst) hình thành Trung đoàn "Deutschland" mới và từ các đơn vị chính trị "Hamburg", "Arolsen" và "Wolterdingen" hình thành Trung đoàn "Germania". Tại Berlin và vùng lân cận, "Stabswache Berlin" và "SS-Sonderkommandos" Crossen và Jüterbog đã được bảo vệ và diễn tập, sau đó (1937) được đổi tên thành "Đoàn Cận vệ SS Adolf Hitler".
Sau khi Áo được sáp nhập, từ sự hợp nhất của SS Đức-Áo và các phần của Trung đoàn "Deutschland" và "LSSAH", hình thành Trung đoàn "Der Führer" mới.
Từ tháng 3 năm 1935, thuật ngữ "Trung đoàn SS" bắt đầu được thay thế bằng thuật ngữ "Trung đoàn" trong Đội quân Thường trực SS; từ tháng 10 năm 1938, chính thức không còn gọi là "Trung đoàn SS-VT" mà là "Trung đoàn SS".

##### Trung đoàn SS thuộc Đội quân Đầu lâu
Các Trung đoàn SS thuộc Đội quân Đầu lâu bao gồm lực lượng canh gác tại các trại tập trung.
Từ tháng 1 năm 1933, một số thành viên SS được chọn dưới sự chỉ huy của Thiếu tá SS Hilmar Wäckerle được phái đến thanh tra các trại tập trung từ Schutzstaffel. Dưới sự chỉ huy sau này của Theodor Eicke, các thành viên SS này đã được tách khỏi Schutzstaffel. Theo Eicke trong các cuộc họp SS-Führertagungen (hội nghị lãnh đạo SS), đây là một SS trong SS.
Năm 1936, các Wachverbände SS (Đơn vị bảo vệ SS) được gọi là Totenkopf-SS (SS Đầu lâu) trong dân gian, khi họ được phép mang biểu tượng đầu lâu trên cổ áo phải. Họ được coi là tàn bạo, bí ẩn và tuyệt đối trung thành với chỉ huy trại của họ.
Năm 1934, một Đơn vị bảo vệ tại trại tập trung, cụ thể là Đơn vị bảo vệ "Oberbayern", đã hỗ trợ Đoàn Cận vệ SS Adolf Hitler trong sự kiện Đêm của những con dao dài.
Năm 1934, Eicke được giao quản lý toàn bộ các trại tập trung, mà ông tổ chức theo mô hình trại tập trung Dachau. Eicke và người của ông cũng chịu trách nhiệm huấn luyện quân sự cho SS không vũ trang. Đây là sự khởi đầu của lịch sử Đơn vị bảo vệ SS thực sự: khi có tin rằng Đội quân Thường trực SS (với đồng phục màu xám đất) sẽ nhận đồng phục màu xám dã chiến của quân đội Đức, Eicke đã giới thiệu đồng phục màu nâu đất cho SS Đầu lâu.
Ngày 29 tháng 3 năm 1936, lực lượng Eicke chính thức được gọi là Đội quân Đầu lâu SS/Đơn vị bảo vệ. Nhưng thường được gọi là Đội quân Đầu lâu SS. Eicke đã tạo ra các Tiểu đoàn SS độc lập từ lực lượng canh gác trại tập trung, không thuộc kiểm soát của Bộ Tham mưu Lãnh đạo SS; miễn là Himmler đứng về phía Eicke, ông có thể làm gì mình muốn trong các trại. Đội quân Đầu lâu SS được coi là "quân đội riêng của Himmler", chỉ chịu trách nhiệm với ông.
Tháng 4 năm 1937, Eicke tập hợp năm Tiểu đoàn thành ba Trung đoàn Đầu lâu SS độc lập, kiểm soát 3.500 người. Lực lượng chính trại Dachau kết hợp để trở thành Trung đoàn Đầu lâu SS SS “Thượng Bavaria” số 1, trại Sachsenhausen trở thành Trung đoàn Đầu lâu SS "Brandenburg" số 2 và trại Buchenwald trở thành Trung đoàn Đầu lâu SS "Thüringen" số 3. Một SS-Unterführerschule (Trường dạy huấn luyện cho hạ sĩ quan SS) cho cấp bậc thấp hơn được thành lập tại trại Dachau, trong khi Inspektion der SS-Wachverbände (Ban Thanh tra các đơn vị bảo vệ SS) được đặt tại Oranienburg, Brandenburg.
Các thành viên đang phục vụ tại trại mặc đồng phục màu nâu đất với biểu tượng đầu lâu và cấp bậc trên cổ áo cùng với dải tay với tên Trung đoàn tương ứng. Các thành viên không phục vụ tại trại, nhưng được điều động làm nhiệm vụ tuần tra hoặc tham gia khóa học, vẫn mặc đồng phục đen của SS Phổ thông.
Trong khi việc phục vụ trong Đội quân Thường trực SS được coi là hoàn thành nghĩa vụ quân sự trong quân đội Wehrmacht, các thành viên của Đội quân Đầu lâu SS không được công nhận - quân đội Wehrmacht từ chối công nhận dịch vụ trong các Đội quân Đầu lâu. Vì vậy, Đội quân Đầu lâu là một không gian không có luật lệ, nơi Theodor Eicke có thể làm gì mình muốn.
Đội quân Đầu lâu đã tham gia vào việc chiếm đóng Áo và Sudetenland năm 1938 và cũng tích cực tham gia vào lúc bắt đầu Thế chiến II. Một số đã thành lập Heimwehr Danzig (Phòng thủ nội địa Danzig) và thu được một số kinh nghiệm chiến đấu.
Ngày 1 tháng 10 năm 1939, Eicke chính thức bắt đầu thành lập Sư đoàn Đầu lâu SS của riêng mình tại Dachau. Để huấn luyện quân sự cho sư đoàn tiền tuyến của mình, ông thậm chí đã tạm thời giải tỏa trại Dachau và sử dụng nó như một "trại huấn luyện". Ngày 1 tháng 11, việc huấn luyện được coi là hoàn thành và Sư đoàn Đầu lâu SS được thành lập.
Ngày 25 tháng 2 năm 1941, các danh hiệu "Trung đoàn Đầu lâu SS" chính thức bị bỏ và được đổi tên thành "Trung đoàn SS". Danh hiệu "Trung đoàn Đầu lâu" chỉ còn được giữ lại như một "danh hiệu truyền thống" cho các trung đoàn của Sư đoàn thiết giáp số 3 Đầu lâu SS.

#### Tiểu đoàn SS
Thuật ngữ này xuất phát từ SA (Sturmabteilung) và được áp dụng trong các tổ chức khác của Đảng Quốc xã. SS-Sturmbanne tương đương với tiểu đoàn trong quân đội, bao gồm từ ba đến năm đơn vị Đại đội và có quân số từ 250 đến 600 người.

#### Đại đội SS
Một đơn vị SS-Stürme bao gồm ba trung đội (Trupps) dưới sự chỉ huy của một SS-Sturmführer (Thiếu úy SS), với quân số từ 70 đến 120 người, bao gồm cả phần chính thức và một đơn vị dự bị. Đơn vị này tương đương với một đại đội trong quân đội. Đến tháng 10 năm 1934, với sự tăng trưởng về quân số và việc áp dụng cấu trúc quân đội, cấp bậc SS-Sturmführer được đổi tên thành SS-Untersturmführer.
Ví dụ về các đơn vị SS phổ thông như các Đại đội thông tin liên lạc, công binh và cơ giới. Các đơn vị Đại đội SS của một Trung đoàn bộ binh SS có sự tương ứng trong các nhánh khác của SS, như Kỵ binh SS và Trung đoàn Đầu lâu.
Tuy nhiên, cả Đoàn Cận vệ SS "Adolf Hitler" và Đội quâb Thường trực SS ban đầu cũng có các Đại đội, nhưng từ năm 1935, cấu trúc quân đội được áp dụng chung trong các đơn vị này

##### Đại đội Tình báo
Các đơn vị truyền tin của SS phổ thông, gọi là SS-Nachrichtenstürme, ban đầu được gán cho các Trung đoàn bộ binh của SS phổ thông. Từ năm 1938, các đơn vị này thực tế được chuyển sang Đội quân Thường trực SS hoặc Đội quân Đầu lâu SS. De jure, các đơn vị truyền tin này trực thuộc một lãnh đạo Khu vực chỉ huy cấp cao SS.

##### Đại đội Tiên phong
Các đơn vị tiên phong của SS phổ thông, gọi là Pionierstürme, ban đầu được gán cho một đơn vị Trung đoàn bộ binh của SS. Từ năm 1938, các thành viên của họ được chuyển sang Đội quân Thường trực SS hoặc Đội quân Đầu lâu SS. Theo luật pháp, đơn vị trực thuộc một lãnh đạo Khu vực chỉ huy cấp cao SS.

##### Đại đội Cơ giới
Các đơn vị cơ giới hóa của SS, gọi là SS-Kraftfahrstürme hoặc SS-Motor-Stürme, từ năm 1930 đến cuối hè năm 1934 thực tế là một phần của Motor-SA. Thường được gọi là Motor-SS và ban đầu được gán cho các Trung đoàn bộ binh của SS phổ thông. Theo luật pháp, từ khi thành lập, các đơn vị này độc lập. Từ năm 1938, các đơn vị thực tế được chuyển sang Đội quân Thường trực hoặc Đội quân Đầu lâu. Theo luật pháp, đơn vị trực thuộc một lãnh đạo Khu vực chỉ huy cấp cao SS.

#### Trung đội SS
Một Trung đội SS được hình thành từ ba Tiểu đội và thường được một Truppführer (Thượng sĩ SS) chỉ huy. Đơn vị này bao gồm từ 20 đến 60 thành viên SS. Vào tháng 10 năm 1934, cấp bậc "Truppführer" được đổi thành "Oberscharführer". Bắt đầu từ năm 1935, Đội quân Thường trực SS bắt đầu áp dụng tên gọi quân đội; sau đó các đơn vị Đoàn Cận vệ SS Adolf Hitler và Đội quân Đầu lâu cũng áp dụng. Trung đội SS tương đương với Zug trong Wehrmacht.

#### Tiểu đội SS
Một Tiểu đội SS bao gồm hai Đội và có thể có quân số từ 8 đến 16 người, thường do một SS-Scharführer (Hạ sĩ SS) chỉ huy. Vào tháng 10 năm 1934, cấp bậc SS-Scharführer được đổi thành SS-Unterscharführer. Tên gọi Tiểu đội SS được sử dụng trong tất cả các đơn vị của SS. Tiểu đội SS tương đương với tiểu đội trong Wehrmacht và tương tự như SA-Schar.

#### Đội SS
Đội SS là đơn vị nhỏ nhất của Schutzstaffel. Đơn vị này bao gồm từ bốn đến tám người và thường do một SS-Rottenführer (Hạ sĩ bậc II) chỉ huy. Tên gọi này được sử dụng trong tất cả các đơn vị của SS. Đội SS tương đương với đội trong Wehrmacht. SA cũng sử dụng tên gọi SA-Rotte.